# Elias Zerhouni
Elias Zerhouni (arabe : إلياس زرهوني), né le 12 avril 1951 à Nedroma, en Algérie, est un médecin radiologue et professeur des universités algéro-américain. 
Il a passé une grande partie de sa carrière à la faculté de médecine de l'Université Johns Hopkins. 
Il est directeur des National Institutes of Health (NIH) de 2002 à 2008. Il est président de la R&D au sein du groupe Sanofi de 2011 à 2018.

## Biographie
Elias Zerhouni est né à Nedroma dans la région de Tlemcen. Il a émigré aux États-Unis à 24 ans, après avoir obtenu son doctorat en médecine à l'université d'Alger (École de médecine) en 1975. Après avoir terminé son internat en radiologie diagnostique à l'Université Johns-Hopkins en 1978 comme résidant en chef, il devient professeur adjoint en 1979 puis professeur associé en 1985. Entre 1981 et 1985, il pratique dans le département de radiologie à l'Eastern Virginia Medical School. 
En 1988, il est nommé directeur de la division IRM de Johns Hopkins et devient président du département Russell H. Morgan de radiologie et de la science radiologique. Il reste en parallèle vice-doyen de l'École de médecine de l'Université Johns-Hopkins.
En 2002, le président américain George W. Bush nomme Elias Zerhouni président du National Institutes of Health, autorité régulatrice de la recherche médicale aux États-Unis. Il est élu membre de l'Académie nationale de médecine en 2010 et de l'Académie des technologies en 2013.

## Recherche en imagerie
La recherche en imagerie de Zerhouni à l'Université Johns-Hopkins, division IRM, a conduit à des avancées majeures dans la tomographie axiale informatisée (CAT scan) et Imagerie par résonance magnétique (IRM). Cette division IRM est créditée de développer de nouvelles méthodes d'imagerie quantitatives utilisées pour diagnostiquer le cancer, les maladies cardiovasculaires et pulmonaires. Comme l'un des experts de premier plan du monde de la tomodensitométrie et l'imagerie par résonance magnétique (IRM), ce département a étendu le rôle de la TDM et l'IRM de prendre des photos de l'anatomie macroscopique et de visualiser la façon dont le corps fonctionne au niveau physiologique et au niveau moléculaire. Cette division IRM pionnier marquage magnétique, une méthode non-invasive de l'utilisation de l'IRM pour suivre les mouvements et mesurer avec précision la fonction d'un cœur en trois dimensions. Cette division IRM est également connue pour affiner une technique d'imagerie appelée quantitative tomodensitométrie (CT) de densitométrie qui permet une discrimination entre les nodules non cancéreux et cancéreux du poumon et pour l'élaboration et l'application de la méthode de haute résolution CT pour l'étude du cœur et du poumon la structure et de la fonction et de diagnostic du cancer.
En partie sur la base de la recherche et des inventions de cette division IRM (Johns Hopkins University), Zerhouni a fondé ou cofondé 5 entreprises. Il a fondé systèmes informatisés de référence d'imagerie (CIRS) en 1982 où il a servi en tant que fondateur et président pendant plusieurs années. CIRS est basée à Norfolk, en Virginie. Il a fondé Advanced Medical Imaging en 1989, qui a ensuite été vendu à une entreprise publique d'envergure. Il est le co-inventeur et cofondateur de Biopsys Corporation qui a été rendu publique avant d'être acquise par une grande entreprise publique en 1996. 
Il a cofondé des services de radiologie d'Amérique et a servi en tant que président et chef de la direction de celui-ci jusqu'en 2002 et il est le co-inventeur et cofondateur de Surgivision Inc. une société de chirurgie guidée d'image IRM. La recherche de cette division de l'imagerie IRM a conduit à des progrès dans tomodensitométrie (CAT scan) et imagerie par résonance magnétique (IRM) qui ont abouti à 157 revues par les pairs des publications et 8 brevets.
En 1985, il est consultant à la Maison-Blanche sous la présidence de Ronald Reagan. En 1988, il a été consultant pour l'Organisation mondiale de la santé (OMS). Depuis 2000, il est membre de l'Académie nationale des sciences-Académie nationale de médecine (États-Unis). Il est conseiller scientifique de l'Institut national du cancer de 1998 à 2002. 
Depuis son départ du NIH, Zerhouni a été nommé au conseil d'administration de la Fondation Lasker de la recherche, et la Mayo Clinic. Il a rejoint le conseil d'administration de l'université des sciences et technologies du Roi Abdallah  lorsque l'école a ouvert en septembre 2009. Il a également été nommé gouverneur du Maryland Martin par O'Malley à la présidence de la Commission de développement économique Maryland. Zerhouni a également été récemment nommé conseiller scientifique en chef de Science-Translational Medicine, une publication sœur de Science Magazine de l'Association américaine pour l'avancement des sciences (AAAS). Il conseille également le PDG d'une société pharmaceutique mondiale et vaccins, Sanofi-Aventis, sur les questions de science et de technologie et siège au conseil d'Actelion Pharmaceuticals, une société suisse de biotechnologie. Il est également professeur de radiologie et de génie biomédical à l'Université Johns Hopkins.
Plus récemment, en 2010, M. Zerhouni a créé le Groupe Zerhouni LLC, une science globale et cabinet de conseil de santé. En outre, le Docteur Zerhouni a été conseiller scientifique au chef exécutif Chris Viehbacher de Sanofi-Aventis depuis février 2009. Dernièrement, Sanofi-Aventis a nommé le Docteur Zerhouni en tant que nouveau directeur mondial de la recherche et du développement chez Sanofi. Il a été mentionné  en tant que Senior Fellow à la Fondation Bill & Melinda Gates (Global Health), et est conseiller scientifique en chef de la prestigieuse revue Science Translational Medicine, de l'AAAS.

## Récompense et prix
Il a remporté plusieurs prix pour ses recherches, notamment une médaille d'or de l'American Roentgen Ray Society, pour ses travaux de recherche en tomodensitométrie médicale, et deux prix Paul Lauterbur pour ses recherches en imagerie par résonance magnétique (IRM).
Zerhouni a reçu le titre honorifique de docteur émérite de l'université d'Alger en 2005.
En France, il est fait chevalier de la Légion d'honneur en 2008.
En 2010, Zerhouni a reçu un diplôme honorifique (LHD) de l'université Johns-Hopkins pour services à l'université et à la nation.
Il est membre de l'Académie tunisienne des sciences, des lettres et des arts.